# Laplatasaurus
Laplatasaurus ("ještěr z La Plata") byl rod velkého sauropodního dinosaura, žijícího v období svrchní křídy (geologický věk kampán, asi před 84 až 72 miliony let) na území dnešní argentinské Patagonie.

## Historie
Fosilie tohoto sauropoda z kladu Titanosauria byly objeveny na třech lokalitách v sedimentech souvrství Allen a mají podobu různých kosterních fragmentů. Typový druh L. araukanicus byl popsán německým paleontologem Friedrichen von Huenem v roce 1929. Jeho další historie je poměrně spletitá. V roce 2015 byla publikována studie, podle které byl Laplatasaurus titanosaurem, blízce příbuzným s rody Bonitasaura, Futalognkosaurus, Mendozasaurus a Uberabatitan.

## Rozměry
Délka tohoto sauropoda činila zřejmě kolem 18 metrů a hmotnost dosahovala zhruba 14 až 15 tun, což z něj dělá středně velkého zástupce této skupiny plazopánvých dinosaurů.